# جزيرة إسبانيولا
جزيرة إسبانيولا (بالإسبانية: Isla Española) هي جزيرة من أرخبيل غالاباغوس، اسمها الإنجليزي هو جزيرة هود نسبة للفيكونت صموئيل هود. وهي تقع في أقصى الجنوب الشرقي من الأرخبيل، وتعتبر جنبا إلى جنب مع جزيرة سانتا في واحدة من أقدم الجزر في الأرخبيل بحوالي أربعة ملايين سنة. وهي وقف سياحي شهير والجزيرة هي أكثر الجزر الجنوبية وهي جزيرة غير مأهولة ومنعزلة عن الأخريات.
- يستغرق الوصول إليها من 10 إلى 12 ساعة على متن قارب من جزيرة سانتا كروز، والسياح يأتون لرؤية قطرس غالاباغوس من مارس إلى يناير تقريبا كل النوع يتواجد في الجزيرة)وكذلك لمشاهدة رقصات التزاوج لطائر الأطيش أزرق القدمين.
- جزيرة إسبانيولا هي أقدم من جزر غالاباغوس مع عصر يقدر بأكثر من 3 ملايين سنة، ولكن هذه الجزيرة تصبح ببطء أرض صخرية قاحلة مع تواجد قليل أو معدوم للنباتات. لكن هذا لا يغطي الخلجان الكبيرة، مع الحصى والرمل الناعم التي يجذب عددا كبيرا لأسود البحر.
- ويتواجد مركزين شعبين هما باهيا غاردنر الذي بها شاطئ جميل وبونتا سواريزبسب تنوع الطيور والحياة الطبيعية فيها، وهذه الجزيرة بها أنواع خاصة من الحيوانات مثل : طائر المحاكي جزيرة إسبانيولا التي لديه أطول وأكبر منقار منحني في الجزر الوسطى،سحلية الحمم جزيرة إسبانيولا، إغوانة البحرية من سلالة venustissimus التي تحمل علامات حمراء على ظهرها، وهناك أيضا نورس متشعب الذيل والطيور المدارية الأخرى.

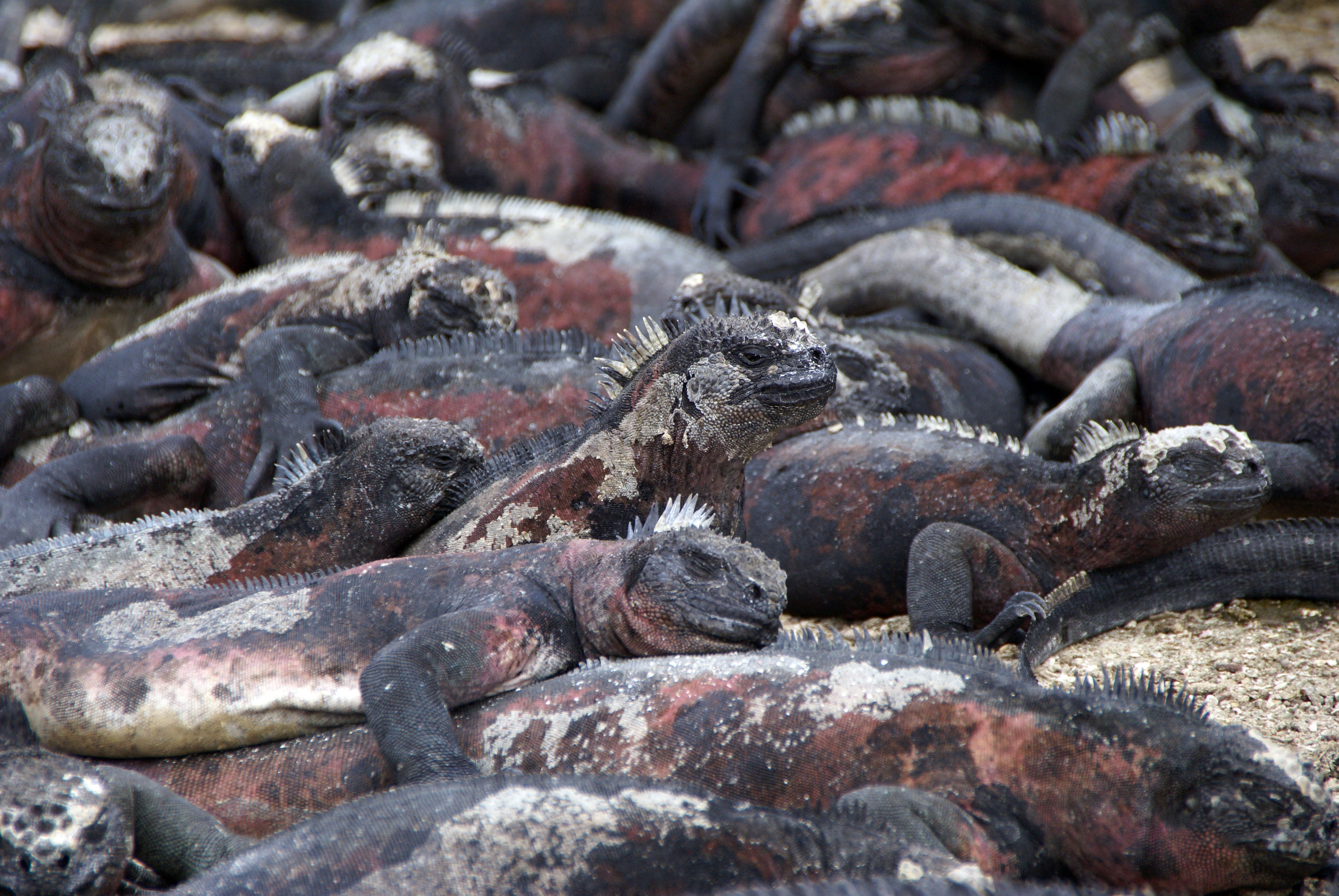
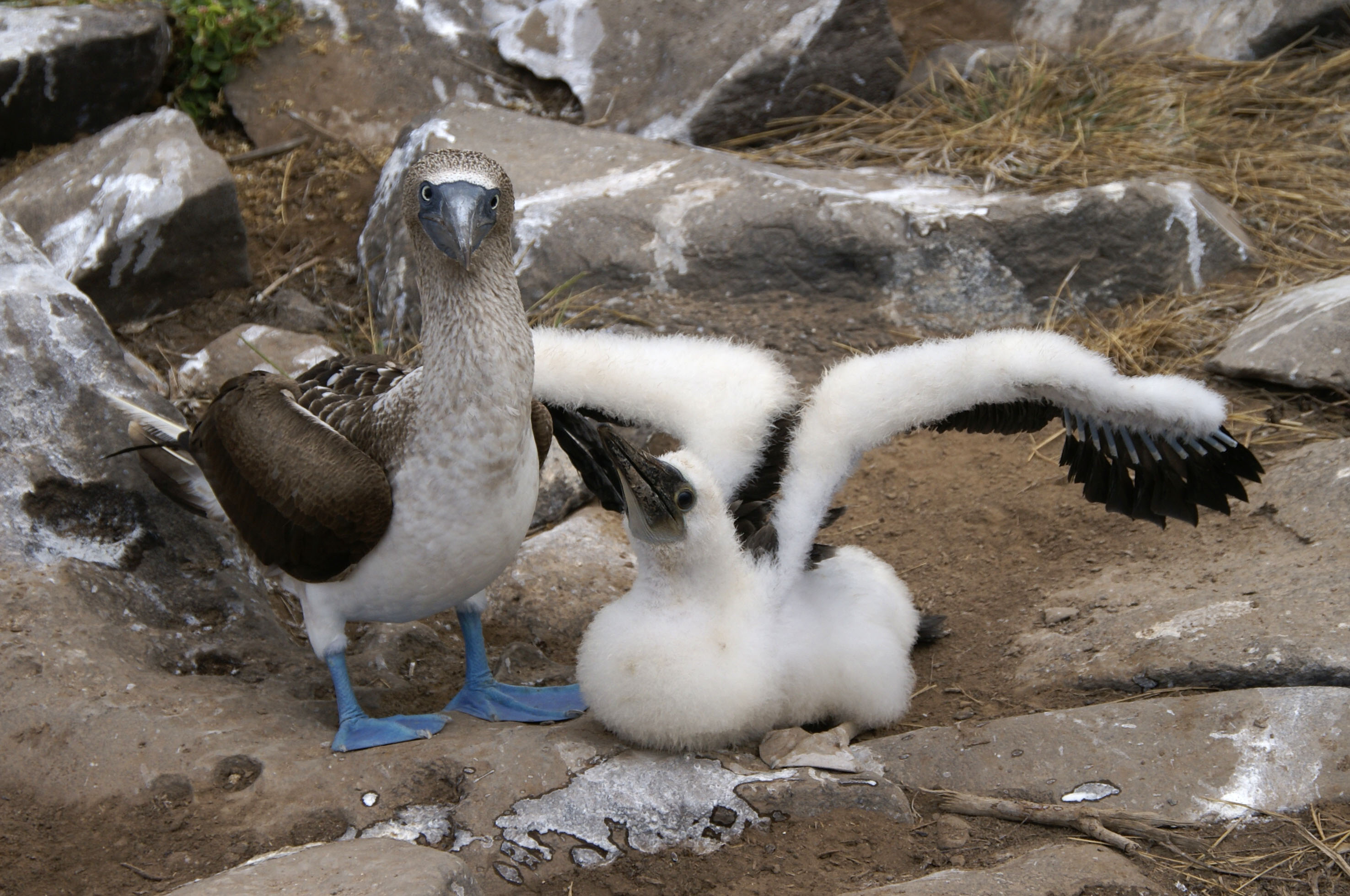
طيور الأطيش أزرق القدمين
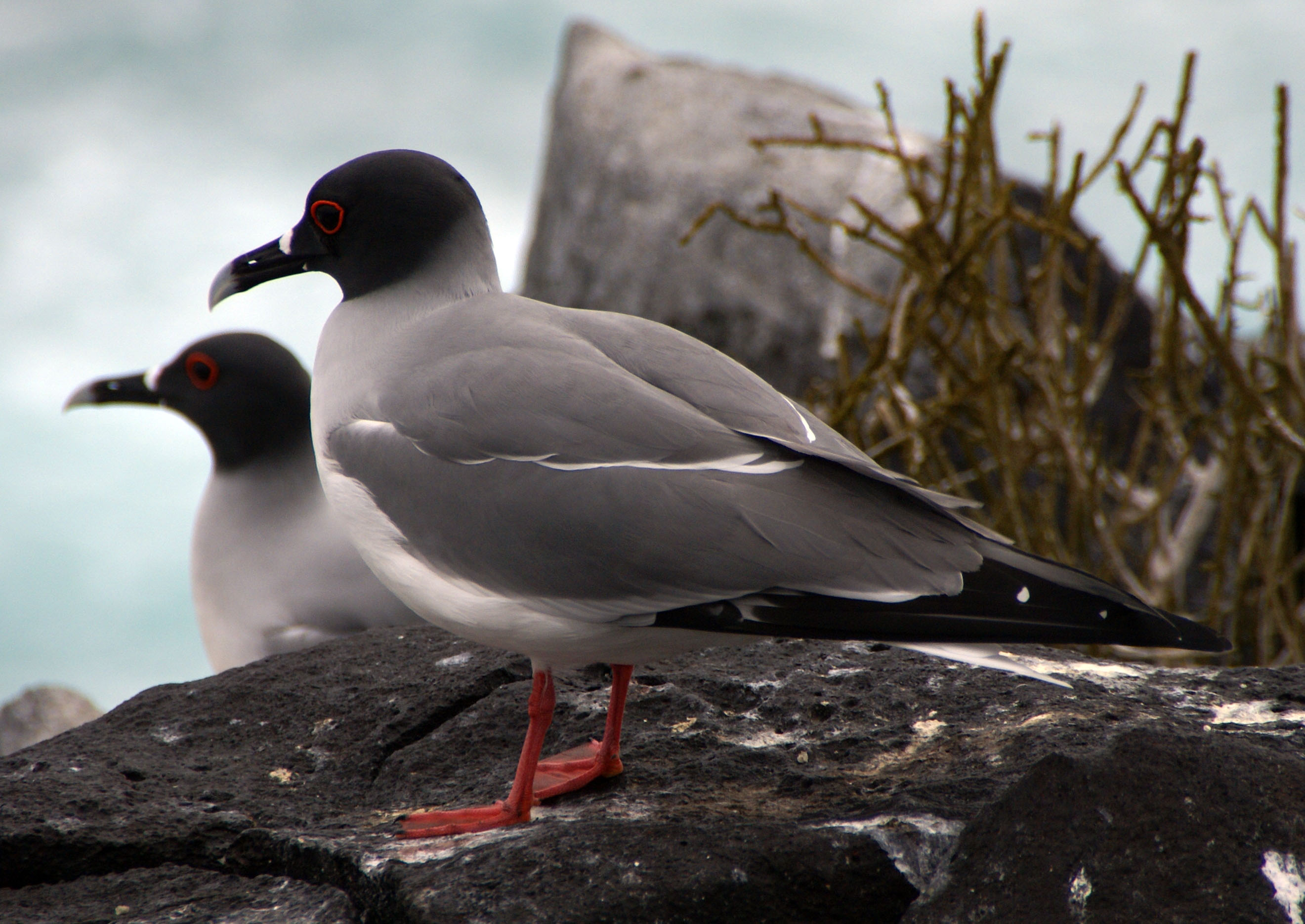
طائر المحاكي جزيرة إسبانيولا.